# Arzano (Olaszország)
Arzano város (közigazgatásilag comune) Olaszország Campania régiójában, Nápoly megyében.

## Fekvése
Nápolytól 8 km-re északra fekszik. Határai: Casandrino, Casavatore, Casoria, Frattamaggiore, Grumo Nevano és Nápoly.

## Története
Arzano vidéke már az ókorban lakott volt, erről tanúskodnak a feltárt római kori sírok. A középkorban Nápolyhoz tartozó falucska volt. Önálló községgé a 19. század elején vált, amikor a Nápolyi Királyságban felszámolták a feudalizmust.
2004-ben emelte városi rangra Carlo Azeglio Ciampi Olaszország akkori elnöke.
A nápolyi agglomeráció egyik legjelentősebb települése elsősorban fejlett ipara miatt: számos nehéz- illetve könnyűipari vállalat székhelye.

## Népessége
A népesség számának alakulása:

## Főbb látnivalói
- Madonna dell’Annunziata-templom
- Sant’Agrippino-templom

## Sportélete
Sportéletét tekintve is élenjáró. Női kézilabdacsapata (Marines Arzano) az olasz bajnokság A1 csoportjában játszik. A város labdarúgócsapata, a l'Arzanese szintén sikeres, elsősorban a regionális bajnokságokban.